# 柴崎友香
柴崎 友香（しばさき ともか、本名同じ、1973年10月20日 - ）は、日本の小説家。

## 経歴
大阪府大阪市大正区出身。大阪府立市岡高等学校、大阪府立大学総合科学部国際文化コース卒業。
母は広島県呉市の出身で、祖父は『わたしがいなかった街で』に書かれた通り、広島市の原爆ドーム近くのホテルでコックとして働き、原爆投下の直前、呉市に移り難を逃れ、後に大阪に出た。『わたしがいなかった街で』に出てくる「赤い橋」は音戸大橋を指す。
小学校4年生の国語の教科書で、"たった三行でわたしに小説を書き続けるエネルギーをくれたのはジャン・コクトーの「シャボン玉」という詩だった"という。高校時代から小説を書き始める。大学では写真部に所属。大学で人文地理学を専攻したことは「風景」を意識する作風に大きな影響を与えた。大学卒業後は4年ほど機械メーカーでOLとして勤めた。
1998年、「トーキング・アバウト・ミー」で第35回文藝賞の最終候補になる。1999年、短編「レッド、イエロー、オレンジ、オレンジ、ブルー」が『文藝別冊 J文学をより楽しむためのブックチャートBEST200』に掲載されて作家デビューする。
2004年、『きょうのできごと』が田中麗奈と妻夫木聡の主演で行定勲監督により『きょうのできごと a day on the planet』のタイトルで映画化。
2006年に第24回咲くやこの花賞（文芸その他部門）を受賞し、『その街の今は』で第23回織田作之助賞大賞を受賞。2007年、『その街の今は』で第136回芥川龍之介賞候補、第57回芸術選奨文部科学大臣新人賞受賞。同年、『また会う日まで』で第20回三島由紀夫賞候補、「主題歌」で第137回芥川龍之介賞候補。
2006年より名久井直子、長嶋有、福永信、法貴信也（画家）をメンバーとする同人活動も開始。グループ名は持たず、同年に同人誌「Melbourne1＝メルボルン1」、翌2007年に「Иркутск2＝イルクーツク2」を私家版で発行している。作家の保坂和志から高い評価を受けるが、三島由紀夫賞選考では保坂との作風の類似も指摘されている（福田和也の評）。
2010年、「ハルツームにわたしはいない」で第143回芥川龍之介賞候補、『寝ても覚めても』で第32回野間文芸新人賞受賞。2014年、「春の庭」で第151回芥川龍之介賞受賞。
2018年、『寝ても覚めても』が東出昌大主演で濱口竜介監督により映画化。同作は第71回カンヌ国際映画祭のコンペティション部門に出品された。
『読売新聞』土曜夕刊3面（からだCafe）の月替わり連載「一病息災」で2024年7月、注意欠陥・多動性障害（ADHD）と診断された体験を明らかにした。若い頃から、部屋を散らかしやすく、用事を忘れたり遅刻したりすることが多いと自覚しており、『片づけられない女たち』を読んで自分のことだと感じて約20年間、情報を集めつつ専門医の診察を受けたいと考えてきたという。2024年刊行の『あらゆることは今起こる』（医学書院）は、そうした体験を振り返った著作である。2025年、同作が第15回紀伊國屋じんぶん大賞にて第4位に入賞。
2024年、『続きと始まり』で芸術選奨文部科学大臣賞と谷崎潤一郎賞を受賞。

## 受賞歴
2006年
第24回咲くやこの花賞（文芸その他部門）（『きょうのできごと』）
第23回織田作之助賞大賞（『その街の今は』）
2007年
第57回芸術選奨文部科学大臣新人賞（『その街の今は』）
2010年
第32回野間文芸新人賞（『寝ても覚めても』）
2014年
第151回芥川龍之介賞（「春の庭」）
2016年
日本地理学会賞（社会貢献部門）
2024年
第74回芸術選奨文部科学大臣賞（文学）（『続きと始まり』）
第60回谷崎潤一郎賞（『続きと始まり』）
第12回大阪ほんま本大賞特別賞（『大阪』岸政彦共著）

## 作品一覧

### 小説
- 『きょうのできごと』（2000年、河出書房新社/2004年、河出文庫）
  - レッド、イエロー、オレンジ、オレンジ、ブルー（『文藝別冊 J文学をより楽しむためのブックチャートBEST200』）
  - 途中で（『文藝』1999年冬号）
  - ハニーフラッシュ、オオワニカワアカガメ、十年後の動物園（書き下ろし）
  - きょうのできごとのつづきのできごと（文庫版のみ、『文藝』2004年春号）
- 『次の町まで、きみはどんな歌をうたうの？』（2001年、河出書房新社/2006年、河出文庫）
  - 次の町まで、きみはどんな歌をうたうの？（『文藝』2000年夏号）
  - エブリバディ・ラブズ・サンシャイン（『文藝』2001年春号）
- 『青空感傷ツアー』（2004年、河出書房新社/2005年、河出文庫）
  - 初出:『文藝』2002年夏号
- 『ショートカット』（2004年、河出書房新社/2007年、河出文庫）
  - ショートカット（『文藝』2003年秋号）
  - やさしさ（『文藝』2004年夏号）
  - パーティー（書き下ろし）
  - ポラロイド（書き下ろし）
- 『フルタイムライフ』（2005年、マガジンハウス/2008年、河出文庫 ISBN 4309409350）
  - 初出:『ウフ.』2004年5月号 - 2005年2月号
- 『その街の今は』（2006年、新潮社/2009年、新潮文庫 ISBN 4101376417）
  - 初出:『新潮』2006年7月号
- 『また会う日まで』（2007年、河出書房新社/2010年、河出文庫）
  - 初出:『文藝』2006年春号
- 『主題歌』（2008年、講談社/2011年、講談社文庫)
  - 主題歌（『群像』2007年6月号）
  - 六十の半分（『朝日新聞』関西版2006年1月5日、12日、19日、26日）
  - ブルー、イエロー、オレンジ、オレンジ、レッド（『Melbourne 1』2006年11月）
- 『星のしるし』（2008年、文藝春秋 ISBN 978-4163274805）
  - 初出:『文學界』2008年6月号
- 『ドリーマーズ』（2009年、講談社/2012年、講談社文庫）
  - ハイポジション（『群像』2005年5月号）
  - クラップ・ユア・ハンズ！（『Иркутск2』〔イルクーツク2〕2007年12月）
  - 夢見がち（『esora vol.2』2005年7月）
  - 束の間（『esora vol.3』2006年4月）
  - 寝ても覚めても（『esora vol.5』2008年8月）
  - ドリーマーズ（『群像』2009年6月号）
- 『寝ても覚めても』(2010年、河出書房新社/2014年、河出文庫）
- 『ビリジアン』（2011年、毎日新聞社/2016年、河出文庫）
- 『虹色と幸運』（2011年、筑摩書房/2015年、ちくま文庫）
- 『わたしがいなかった街で』2012年、新潮社/2014年、新潮文庫）
  - わたしがいなかった街で
  - ここで、ここで
- 『週末カミング』2012年、角川書店/2017年、角川文庫）
  - 蛙王子とハリウッド（『野性時代』2006年8月号）
  - ハッピーでニュー
  - つばめの日（『野性時代』2008年12月号）
  - なみゅぎまの日
  - 海沿いの道
  - 地上のパーティー
  - ここからは遠い場所
  - ハルツームにわたしはいない（『新潮』2010年6月号）
- 『星よりひそかに』（2014年、幻冬舎）
- 『春の庭』（2014年、文藝春秋/2017年、文春文庫）
  - 春の庭（『文學界』2014年6月号）
  - 糸（文庫版のみ、『新潮』2013年5月号）
  - 見えない（文庫版のみ、『窓の観察』2012年9月）
  - 出かける準備（文庫版のみ、書き下ろし）
- 『パノララ』（2015年、講談社/2018年、講談社文庫）
  - 初出:『群像』2013年3月号 - 2013年8月号、2013年10月号 - 2014年8月号
- 『きょうのできごと、十年後』（2016年、河出書房新社/2018年、河出文庫）
- 『かわうそ堀怪談見習い』（2017年、KADOKAWA/2020年、角川文庫）
- 『千の扉』（2017年、中央公論新社/2020年、中公文庫）
- 『公園へ行かないか？火曜日に』（2018年、新潮社）
- 『つかのまのこと』（2018年、KADOKAWA）
- 『待ち遠しい』（2019年、毎日新聞出版/2023年、毎日文庫）
- 『百年と一日』（2020年、筑摩書房/2024年、ちくま文庫）
- 『続きと始まり』（2023年、集英社）
- 『遠くまで歩く』（2025年、中央公論新社）
  - 初出:『読売新聞』夕刊2023年4月17日 - 2024年2月24日
- 『帰れない探偵』（2025年、講談社）

### 随筆
- 『ガールズファイル：27人のはたらく女の子たちの報告書』（マガジンハウス、2007年）
  - ガールズファイル（『ハナコ・ウエスト』2005年6月号 - 2007年8月号）
  - 毎日、寄り道。（『ハナコ・ウエスト』2004年5月号 - 2005年5月号）※小説
- 『見とれていたい わたしのアイドルたち』（マガジンハウス、2009年）
- 『よそ見津々（しんしん）』（日本経済新聞出版社、2010年）
- 『よう知らんけど日記』（京阪神エルマガジン社、2013年）
- 『宇宙の日』（ignition gallery、2020年）
- 『あらゆることは今起こる』（医学書院〈シリーズケアをひらく〉、2024年）ISBN 978-4-260-05694-6

### 対談集
- 『ワンダーワード』（小池書院、2008年）ISBN 978-4862253071
  - ワンダーワード（『大阪芸術大学 大学漫画』vol.1 - vol.9）特別編含む。
  - 京都観光2024（原作柴崎友香・作画田雜芳一、『河南文藝 漫画篇』vol.3）
  - 上條淳士とふたたび and 2008 Now――（新録書き下ろし）

### 共著
- 『いつか、僕らの途中で』（ポプラ社、2006年）共著・イラスト：田雜芳一
  - 田雜芳一との往復書簡。『河南文藝 漫画篇』2004年初夏号 - 2005年新春号連載。
- オールマイティのよろめき(extra flight!)（Иркутск2〔イルクーツク2〕）
  - 中原昌也・長嶋有との合作。
- 『大阪建築：みる・あるく・かたる』（京阪神エルマガジン社、2014年）共著：倉方俊輔
- 『大阪』（河出書房新社、2021年/河出文庫、2024年）共著：岸政彦

### アンソロジー
- 『いとしさの王国へ : 文学的少女漫画讀本』（マーブルトロン、2003年）ISBN 4123900518
  - 些細なできごと、些細なやりとり
- 『東京19歳の物語』（G.B.、2005年）ISBN 4901841408
  - 天気予報によると
- 『本からはじまる物語』（メディアパル、2007年）ISBN 978-4896100907
  - 世界の片隅で（『しゅっぱんフォーラム』掲載）
- 『29歳』（日本経済新聞出版社、2008年）ISBN 9784532170875
  - ハワイへ行きたい
- 『NOVA 書き下ろし日本SFコレクション 10』（河出文庫、2013年）ISBN 9784309412306
  - メルボルンの想い出
- 『大阪ラビリンス』（新潮文庫、2014年）ISBN 9784101204376
  - 火花1火花2

### ムック
- 『もうひとつの、きょうのできごと』（河出書房新社、2004年）ISBN 430901626X
  - 映画出演者によるイメージ写真と、柴崎友香の書き下ろし短編小説から成っている。

### 単行本未収録作品
- ランドスケープ（『文藝』2003年夏号）
- あと少し（『文藝』2004年冬号）
- 小さな覗き窓（『集英社WEB文芸RENZABURO』連載中）※フォトエッセイ
- お餅の焦げたところ（『ODD ZINE』Vol.4）
- 知らなかった、と人々は言った（『文學界』2021年2月号）
- 現在の地点から（『文藝』2024年秋季号）
- おだやかな日常について（『文藝』2025年秋季号）

## 出演

### ウェブ番組
- ポリタスTV（YouTube、2023年12月7日）